# Roccasicura
Roccasicura község (comune) Olaszország Molise régiójában, Isernia megyében.

## Fekvése
A megye központi részén fekszik. Határai: Carovilli, Forlì del Sannio, Isernia, Miranda és Vastogirardi.

## Története
A települést a késő középkorban alapították. Hosszú ideig nemesi birtok volt. A 19. század elején nyerte el önállóságát, amikor a Nápolyi Királyságban felszámolták a feudalizmust.

## Népessége
A népesség számának alakulása:

## Főbb látnivalói
- Madonna di Vallisbona-szentély
- San Leonardo-templom